# Stara Russa
Stara Russa (ros. Старая Русса) – miasto w Rosji, w obwodzie nowogrodzkim, nad rzeką Polist´.
Liczba mieszkańców w 2003 roku wynosiła ok. 40 tys. W latach 1922–1941 działała 2 km linia tramwajowa. Fiodor Dostojewski był związany z tym miastem. Żył w nim w latach 1873-1880. Wciąż stoi jego dom który funkcjonuje jako muzeum. Jest też jego pomnik. Fiodor Dostojewski pisząc książkę Bracia Karamazow wzorował książkowe miasto Skotoprigoniewsko na Starej Russie.